# Sezon snookerowy 1996/1997
Poniższa tabela przedstawia wyniki finałów najważniejszych turniejów snookerowych rozgrywanych w sezonie 1996/97.
| Data            | Turniej                               | Miejsce rozgrywek        | Zwycięzca         | Drugie miejsce    | Wynik |
| --------------- | ------------------------------------- | ------------------------ | ----------------- | ----------------- | ----- |
| Wrz 9 - Wrz 15  | Suntory Asian Classic                 | Bangkok, Tajlandia       | Ronnie O’Sullivan | Brian Morgan      | 9-8   |
| Wrz 24 - Wrz 29 | Regal Scottish Masters                | Motherwell (Szkocja)     | Peter Ebdon       | Alan McManus      | 9-6   |
| Paź 5 - Paź 14  | Benson and Hedges Championship        | Edynburg, Szkocja        | Brian Morgan      | Drew Henry        | 9-8   |
| Paź 8 - Paź 13  | Rothmans Grand Prix                   | Marsaskala (Malta)       | Nigel Bond        | Tony Drago        | 7-3   |
| Paź 16 - Paź 27 | Grand Prix                            | Bournemouth (Anglia)     | Mark Williams     | Euan Henderson    | 9-5   |
| Paź 29 - Lis 10 | Castrol-Honda World Cup               | Bangkok (Tajlandia)      | SZKOCJA           | IRLANDIA          | 10-7  |
| Lis 15 - Gru 1  | Liverpool Victoria UK Championship    | Preston (Anglia)         | Stephen Hendry    | John Higgins      | 10-9  |
| Gru 9 - Gru 15  | German Open                           | Osnabrück (Niemcy)       | Ronnie O’Sullivan | Alain Robidoux    | 9-7   |
| Sty 2 - Sty 5   | Liverpool Victoria Charity Challenge  | Birmingham (Anglia)      | Stephen Hendry    | Ronnie O’Sullivan | 9-8   |
| Sty 24 - Lut 1  | Regal Welsh Open                      | Newport (Walia)          | Stephen Hendry    | Mark King         | 9-2   |
| Lut 2 - Lut 9   | Benson and Hedges Masters             | Wembley (Anglia)         | Steve Davis       | Ronnie O’Sullivan | 10-8  |
| Lut 13 - Lut 22 | International Open                    | Aberdeen (Szkocja)       | Stephen Hendry    | Tony Drago        | 9-1   |
| Lut 23 - Mar 2  | European Open                         | Valletta (Malta)         | John Higgins      | John Parrott      | 9-5   |
| Mar 10 - Mar 16 | Singha and Eagle Cement Thailand Open | Bangkok (Tajlandia)      | Peter Ebdon       | Nigel Bond        | 9-7   |
| Mar 18 - Mar 23 | Benson and Hedges Irish Masters       | Dublin (Irlandia)        | Stephen Hendry    | Darren Morgan     | 9-8   |
| Mar 27 - Kwi 5  | British Open                          | Plymouth (Anglia)        | Mark Williams     | Stephen Hendry    | 9-2   |
| Kwi 19 - Maj 5  | Mistrzostwa świata                    | Sheffield (Anglia)       | Ken Doherty       | Stephen Hendry    | 18-12 |
| Cały sezon      | Dr Martens European League            | Irthlingborough (Anglia) | Ronnie O’Sullivan | Stephen Hendry    | 10-8  |